# Heuilley-Cotton
Heuilley-Cotton är en kommun i departementet Haute-Marne i regionen Grand Est (tidigare regionen Champagne-Ardenne) i nordöstra Frankrike. Kommunen ligger i kantonen Longeau-Percey som tillhör arrondissementet Langres. År 2018 hade Heuilley-Cotton 296 invånare.

## Befolkningsutveckling
Antalet invånare i kommunen Heuilley-Cotton
| Referens: INSEE |